# Валерий Лобановски
Валерий Лобановски е украински състезател и треньор по футбол.
Легендарен наставник на ФК „Динамо“ (Киев), начело на който е многократен шампион на СССР и Украйна, двукратен носител на КНК и носител на Суперкупата на УЕФА. Треньор на съветския национален отбор в 3 периода, Лобановски извежда „Червената армия“ до участия в европейско и 2 световни първенства.
Нареждан е сред най-добрите треньори във футболната история според авторитетни класации.

## Кариера

### Като футболист
Кариерата си на футболист Лобановски започва в Динамо Киев през 1955 г. От 1957 г. е в първия тим. Дебюта си Валерий прави на 29 май 1959 г. срещу ЦСК МО. През 1960 г. се утвърждава като титуляр в Динамо и е повикан в националния отбор на СССР. Лобановски обаче не успява да се наложи в тима на Сборная, поради голямата конкуренция в нападение и записва едва 2 срещи.
През 1961 г. става шампион на СССР с Динамо, като тимът става първият немосковски първенец на съюза. Нападателят е основен играч на киевляните до средата на 60-те години. През 1964 г. преминава в тима на Черноморец Одеса, където играе 2 сезона. След това Лобановски играе и за Шахтьор Донецк, където е капитан на тима. Футболната си кариера приключва на 29 години, през 1968 г.
Като футболист нападателят е техничен и издръжлив, предпочитащ да играе на левия фланг на атаката. Нестандартното мислене на терена и своенравните решения обогатяват арсенала на футболиста. Запазена марка на Лобановский е ударът „падащ лист“, при който топката постепенно се спуска към вратата криволинейно. 

### Като треньор

#### Началото в Днипро
Скоро след края на футболната си кариера Лобановски застава начело на днепропетровския Днипро. За три години успява да изведе тима от Трета лига до Висшата лига и да достигне 1/2 финал в турнира за националната купа. В двубоите за купата Днипро елиминира родния на Лобановски Динамо Киев и това убеждава „синьо-белите“ в качествата на младия наставник.

#### Динамо Киев. Евроуспехи
През октомври 1973 г. Лобановски поема Динамо Киев. През 1974 г. извежда тима до дубъл – победи в шампионата и купата на СССР. Това е първи подобен успех за Динамо за пръв път от 8 години. На следващия сезон Динамо отново е шампион на страната и става първият съветски отбор, спечелил евротурнир. Киевляни триумфират в турнира КНК, побеждавайки на финала унгарския Ференцварош. Същата година отборът вдига и Суперкупата на УЕФА, след като надделява над европейския клубен шампион Байерн Мюнхен. Голяма заслуга за изграждането на тима има работата на Лобановский с юношите и специалната методика на неговия помощник Олег Базилевич за работа с младежите.
Паралелно с Динамо, в периода 1974 – 1976 Лобановски е треньор и на националния отбор на СССР. През 1976 г. печели бронзов медал от Олимпиадата в Монреал. Това обаче не удовлетровява футболната федерация и наставникът е сменен от Никита Симонян.
През 1977 г. Динамо печели титлата на СССР, допускайки само 1 загуба в 30-те кръга. Отборът се представя достойно и в Купата на Европейските шампиони, където достига 1/2 финал. До края на първия си период в Динамо Лобановский е шампион на съюза още два пъти и печели две купи на страната.
Украинецът се завръща начело на СССР след края на Мондиал 1982. Специалистът обаче не успява да класира Сборная за Евро 1984 и е уволнен.

#### Начело на Динамо и СССР
През лятото на 1984 г. треньорът се завръща начело на Динамо Киев, който по това време е в криза. Тимът завършва сезона 10-и (най-лош резултат в последните 34 години), достига едва 1/8-финал в купата и не блести в турнира за Купата на УЕФА. Във втория период на Лобановски в Динамо той дава шанс на множество млади футболисти да развият потенциала си: Алексей Михайличенко, Игор Беланов, Алекасндър Заваров стават лидери на тима заедно с вече опитните Олег Блохин, Владимир Бесонов и Анатолий Демяненко.
Резултатите не закъсняват. Още на следващата година киевляни завоюват дубъл, не оставяйки конкуренция на противниците. През 1986 г. Динамо Киев защитава титлата си и за втори път печели КНК след победа над Атлетико Мадрид във финала.
Същата година наставникът за трети път в кариерата си поема СССР. Участва със Сборная на Мондиал 1986 и повиква в състава 13 футболисти от своя Динамо. СССР достига 1/8 финал, отпадайки драматично от Белгия с резултат 3:4.
През сезон 1987 г. Динамо отново играе 1/2 финал в КЕШ, но през втория полусезон тимът се отпуска, а контузията на Александър Заваров повлиява на цялостната игра. Тимът завършва едва 6-и в първенството. Въпреки това, Валерий Василиевич не изневерява на стила си и повиква всички основни играчи на „синьо-белите“ в националния тим за предстоящото Евро 1988. На турнира във ФРГ Сборная достига до финала, където губи от Холандия. Две години по-късно треньорът води СССР на Световното първенство в Италия, но там отборът отпада още в групите.

#### В Арабския свят
Сезон 1990 се оказва последен за Лобановски в съветския футбол. В края на годината той напуска Динамо Киев като шампион и носител на Купата на СССР. Треньорската си кариера украинецът продължава начело на националния отбор на ОАЕ. Успява да изведе емирствата до 4-то място в турнира за Купата на Азия през 1992 г. В периода 1994 – 1996 г. е треньор на Кувейт, с който е бронзов медалист от Азиатските игри.

#### Трети период в Динамо Киев
През 1997 г. Лобановский за трети път в кариерата си поема Динамо Киев. Специалистът отново изгражда състава си около младите и перспективни играчи. Особено се отличава нападателното дуо Андрий Шевченко – Сергей Ребров, подпомагани от Валентин Белкевич и Каха Каладзе. Отборът няма конкуренция в местното първенство, печелейки 5 поредни титли под ръководството на Лобановски. В Шампионската лига киевляни играят наравно с европейските грандове и достигат 1/2-финалната фаза през сезон 1998/99, когато тимът побеждава имена като Арсенал и Реал Мадрид.
С продажбата на „Златното поколение“ (Шевченко, Ребров, Лужни) Динамо вече не е конкурентоспособен в Европа, а водещи играчи стават предимно чужденци като Георги Пеев, Флорин Чернат и Максим Шацких.
През 2000 г. Лобановски поема националния тим на Украйна и го извежда на плейоф за класиране на Световното първенство. Там обаче Украйна губи от Германия и треньорът подава оставка.
На 7 май 2002 г. спецът получава инсулт по време на гостуването на Динамо на Металург (Запорожие). Шест дни по-късно великият треньор почива.

## Памет
На 15 май 2002 г. финалът на Шампионската лига между Реал Мадрид и Байер (Леверкузен) започва с минута мълчание в памет на Лобановски. След смъртта на треньора стадионът на Динамо Киев е кръстен на негово име. През 2003 г. около стадиона е издигнат паметник на наставника. Неговото име носят улици в Киев и Запорожие.
В памет на треньора се провежда мемориален турнир, в който участват младежки национални отбори. През 2008 г. Пети канал снима документален филм за треньорската кариера на украинеца.
Валерий Лобановски е посмъртно удостоен със званието Герой на Украйна и с Рубинов орден на УЕФА за принос в развитието на футбола.

## Успехи

### Като футболист
- Шампион на СССР – 1961
- Купа на СССР – 1964
- В списъка „33 най-добри футболисти“ – 1960 – № 2, 1962 – № 2

### Като треньор
- Шампион на СССР – 1974, 1975, 1977, 1980, 1981, 1985, 1986, 1990
- Купа на СССР – 1974, 1978, 1982, 1985, 1987, 1990
- Шампион на Украйна – 1997, 1998, 1999, 2000, 2001
- Купа на Украйна – 1998, 1999, 2000
- №2 в класацията „Треньор на годината“ на World Soccer – 1986
- В „Десетте велики треньори на УЕФА“ – 2016 [8]